# 広島県道313号烏帽子中原線
広島県道313号烏帽子中原線（ひろしまけんどう313ごう えぼしなかばらせん）は、広島県山県郡北広島町を通る一般県道である。

## 概要
山県郡北広島町阿坂から山県郡北広島町中原に至る。路線名称に用いられている烏帽子は山県郡北広島町阿坂の小字である。
山県郡北広島町本地付近に路面の荒れた狭隘区間がある。

### 路線データ
- 起点：山県郡北広島町阿坂（広島県道38号広島豊平線終点、広島県道40号安佐豊平芸北線交点、広島県道314号七曲千代田線上）
- 終点：山県郡北広島町中原（国道433号交点）
- 総延長：11.8 km

## 路線状況

### 重複区間
- 広島県道314号七曲千代田線（山県郡北広島町阿坂）
- 広島県道316号都志見千代田線（山県郡北広島町西宗）

## 地理

### 通過する自治体
- 山県郡北広島町

### 交差する道路
| 交差する道路                                                                             | 交差する場所 | 交差する場所 |
| ---------------------------------------------------------------------------------------- | ------------ | ------------ |
| 広島県道38号広島豊平線 広島県道40号安佐豊平芸北線 広島県道314号七曲千代田線 重複区間起点 | 阿坂         | 起点         |
| 広島県道314号七曲千代田線 重複区間終点                                                   | 阿坂         |              |
| 広島県道316号都志見千代田線 重複区間起点                                                 | 西宗         |              |
| 広島県道316号都志見千代田線 重複区間終点                                                 | 西宗         |              |
| 国道433号 国道434号 重複 広島県道40号安佐豊平芸北線 重複                                 | 中原         | 終点         |

### 沿線
- 城山